# Jacob Georg Agardh

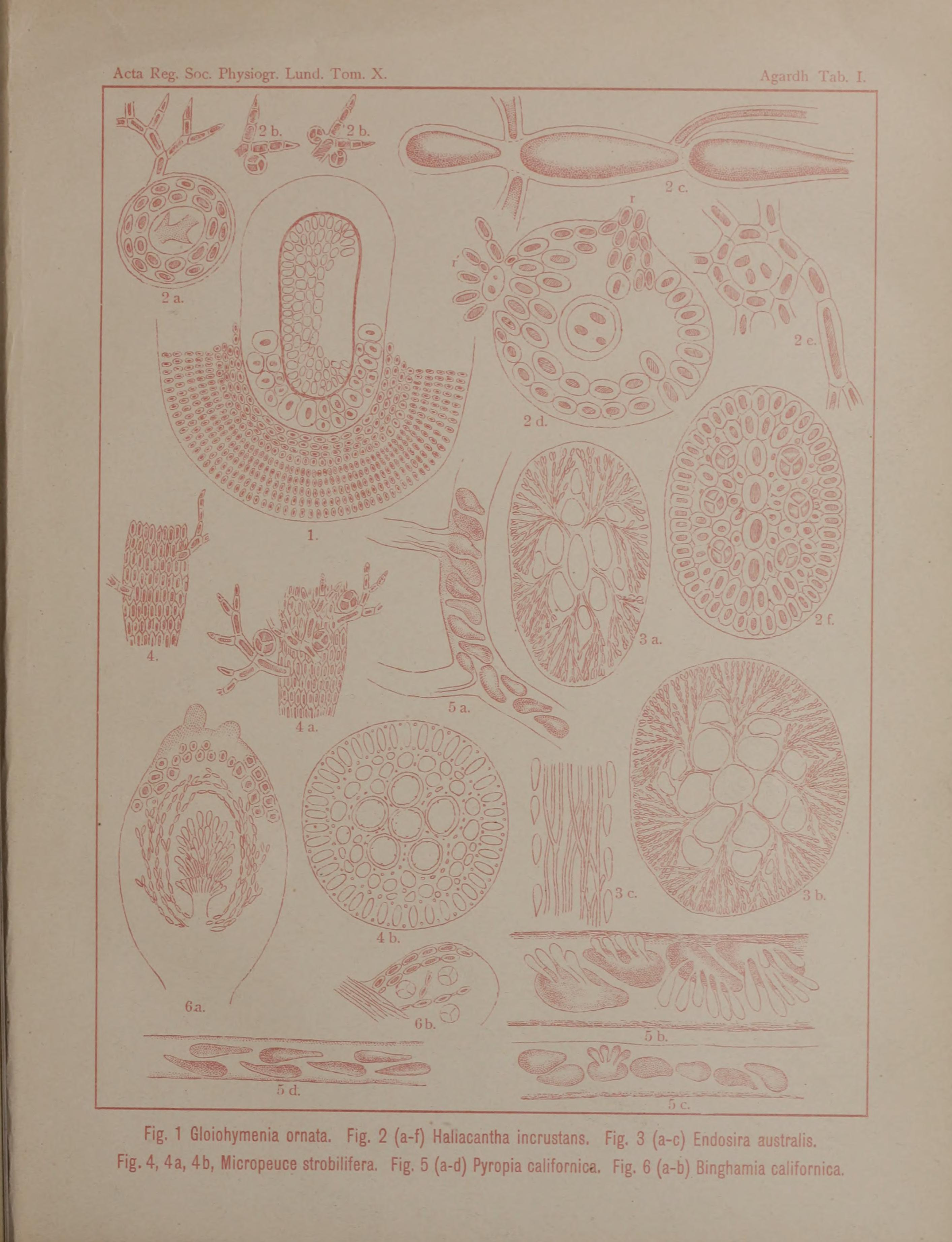
Analecta algologica. Observationes de speciebus algarum minus cognitis earumque dispositione (1894)

Jacob Georg Agardh (ur. 8 grudnia 1813 w Lund, zm. 17 stycznia 1901 tamże) – szwedzki botanik, polityk, poseł do Riksdagu (1867–1872) i przewodniczący rady miejskiej w Lund (1863–1868).

## Życiorys
Jacob Georg Agardh urodził się 8 grudnia 1813 w Lund jako syn botanika Carla Adolpha Agardha (1785–1859). W latach 1826–1829 studiował na Uniwersytecie w Lund. W latach 1836–1837 odbył podróż przez Niemcy i Austrię do Włoch, a w 1854 do Anglii i w 1856 do Francji. Związany był przez wiele lat z Uniwersytetem w Lund – od 1834 jako wykładowca botaniki i adiunkt, w latach 1854–1879 jako profesor botaniki. Zaprojektował nowe założenie tamtejszego ogrodu botanicznego oraz szklarnie. Jego zainteresowania botaniczne skupiały się przede wszystkim na glonach.
W latach 1863–1868 był przewodniczącym rady miejskiej w Lund. W latach 1862–1863 i 1865–1866 był przedstawicielem uniwersytetu Lund w ostatnich kadencjach drugiej izby Ståndsriksdagen, następnie po reformie zastępującej parlament stanowy demokratycznym Riksdagiem był do niego posłem z miasta Lund w latach 1867–1872.
Zmarł 17 stycznia 1901 roku w Lund.

## Publikacje
Wybrane publikacje: 
- Species, genera et ordines Algarum, 1848
- Theoria systematis plantarum; accedit familiarum phanerogamarum in series naturales dispositio, secundum structuræ normas et evolutionis gradus instituta, 1858
- Analecta algologica. Observationes de speciebus algarum minus cognitis earumque dispositione, 1894

## Członkostwa
- 1836 – wybrany na członka Niemieckiej Akademii Przyrodników Leopoldina (niem. Deutsche Akademie der Naturforscher Leopoldina)[4]
- 1867 – wybrany na członka Towarzystwa Linneuszowskiego w Londynie[2]
- 1878 – wybrany na członka American Academy of Arts and Sciences[5]
- 1885 – wybrany na członka Institut de France[2]

## Nagrody i wyróżnienia
- 1867 – złoty medal Towarzystwa Linneuszowskiego w Londynie[2]
- 1879 – doktorat honoris causa uniwersytetu w Kopenhadze[2]
- 1894 – Pour le Mérite za Naukę i Sztukę[6]